# خليج

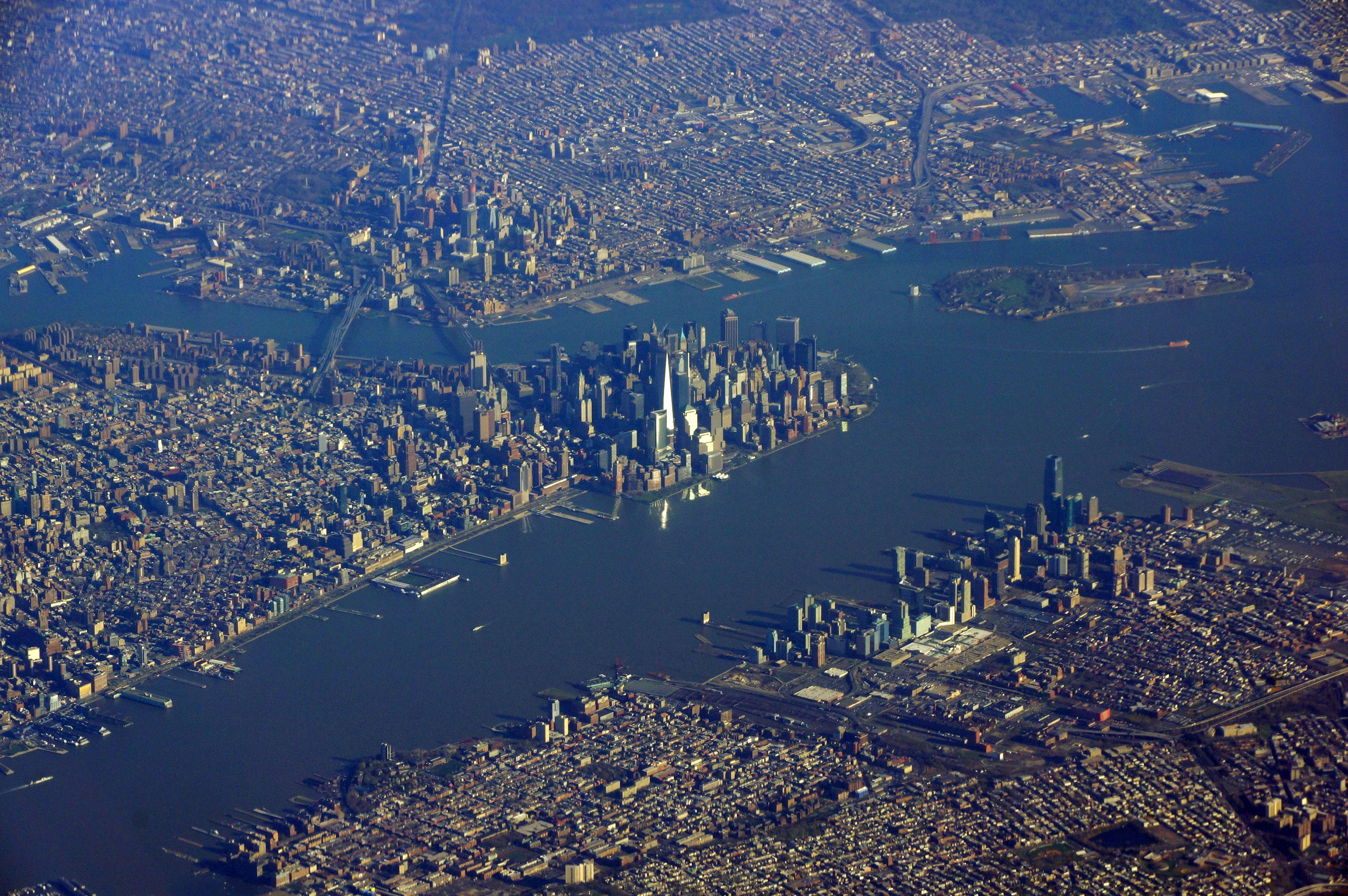
خليج نيويورك العلوي و نهر هدسون في المقدمة؛ نهر الشرق في الخلفية.

الخَليجُ والجمع خُلجَان، هو مسطح مائي محاط باليابسة من ثلاث جهات. أغلب الخلجان تكونت أو توسعت كنتيجة لارتفاع مستوى سطح البحر عند نهاية العصر الجليدي. بعض هذه الخلجان -كخليج كاليفورنيا ،خليج عمان، الخليج العربي - تكونت نتيجة لعمليات التصدع الهابط للقشرة الأرضية، وهو ما يؤدي إلى انخفاض أجزاء من الخط الساحلي إلى ما تحت مستوى سطح البحر. يتصل الخليج عادة بالبحر عن طريق ممر مائي أو مضيق، وقد تكون خصائص مياه الخليج ونسبة الترسبات مختلفة عن البحر المتصل به.